# Llueve (canción)
«Llueve» es el segundo sencillo del primer álbum Ella es tan cargosa de la banda homónima. El lanzamiento de esta canción se realizó el 20 de marzo de 2007.

## Posicionamientos
| Ranking            | Posición máxima |
| ------------------ | --------------- |
| Argentina Top 10   | 7               |
| Los 40 Principales | 32              |

## Video musical
El videoclip empieza con la banda tocando la canción en lo que aparenta ser un bosque, mientras que en la ciudad, un hombre camina hacia una parada de colectivos, en la espera, empieza a llover solo encima de ese hombre siendo la lluvia producto de una pequeña nube, el sujeto empieza a correr tratando de alejarse de la nube, luego, entra a un restaurante dónde pide un café, sorpresivamente la nube logra entrar y le piden al hombre que se retire, el sujeto intenta por todos los medios deshacerse de la nube cuando sube desesperadamente a un taxi, por desgracia la nube lo sigue. Cuando el hombre deja el taxi la nube lo sigue varias cuadras, mientras se cruza a muchas personas entre ellas una mujer y una niña, y harto de tantas molestias le grita furioso a la nube, cuando esta desaparece, el hombre ya contento sigue su camino, mientras que en el final del video una nena termina con la nube encima pero esta no da lluvia porque ella es feliz.